# Carabus syrus lecordieri
Carabus (Lamprostus) syrus lecordieri – podgatunek chrząszcza z rodziny biegaczowatych i podrodziny Carabinae. Przez część badaczy traktowany jako samodzielny gatunek Carabus (Lamprostus) lecordieri.
Takson ten został opisany jako gatunek w 1992 roku przez Thierry'ego Deuve. Do rangi podgatunku C. syrus został obniżony w 2004 roku przez Kleinfielda i Rapuzziego, a wyniesiony z powrotem do rangi gatunku w 2005 roku przez Deuve. 
Chrząszcz o ciele długości od 32 do 37 mm. Warga górna podzielona na dwa płaty. Bródka o zaostrzonym zębie. Brzegi przedplecza bez punktów szczeciowych. Pokrywy gładkie, bez punktów czy rzędów. Samce o trzech członach stóp przednich rozszerzonych. Edeagus z zaostrzonym wierzchołkiem środkowego płata.
Wykazany z Libanu i północno-wschodniego Izraela.